# General Antonio Elizalde (kanton)
General Antonio Elizalde – kanton w prowincji Guayas, w Ekwadorze. Stolicą kantonu jest Bucay.